# Unione Calcio Sampdoria 1965-1966
Questa voce raccoglie le informazioni riguardanti l'Unione Calcio Sampdoria nelle competizioni ufficiali della stagione 1965-1966.

## Rosa
| N. |                   | Ruolo | Calciatore         |
| -- | ----------------- | ----- | ------------------ |
|    | Italia (bandiera) | P     | Pietro Battara     |
|    | Italia (bandiera) | P     | Franco Sattolo     |
|    | Italia (bandiera) | D     | Francesco Morini   |
|    | Italia (bandiera) | D     | Guido Vincenzi     |
|    | Italia (bandiera) | D     | Pietro Sabatini    |
|    | Italia (bandiera) | D     | Giuseppe Trinchero |
|    | Italia (bandiera) | D     | Giorgio Garbarini  |
|    | Italia (bandiera) | C     | Mario Frustalupi   |
|    | Italia (bandiera) | C     | Giovanni Delfino   |
|    | Italia (bandiera) | C     | Giancarlo Salvi    |
|    | Italia (bandiera) | C     | Enea Masiero       |
|    | Italia (bandiera) | C     | Biagio Catalano    |

| N. |                      | Ruolo | Calciatore             |
| -- | -------------------- | ----- | ---------------------- |
|    | Italia (bandiera)    | C     | Mario David            |
|    | Italia (bandiera)    | C     | Rossano Giampaglia     |
|    | Italia (bandiera)    | C     | Rocco Fotia            |
|    | Italia (bandiera)    | C     | Giovan Battista Pienti |
|    | Italia (bandiera)    | C     | Paolo Marocchi         |
|    | Italia (bandiera)    | C     | Giuseppe Sabadini      |
|    | Italia (bandiera)    | A     | Enrico Dordoni         |
|    | Italia (bandiera)    | A     | Ermanno Cristin        |
|    | Italia (bandiera)    | A     | Carlo Novelli          |
|    | Italia (bandiera)    | A     | Bruno Nicolè           |
|    | Argentina (bandiera) | A     | Luis César Carniglia   |

## Risultati

### Serie A

#### Girone di andata
| 6 settembre 1965 1ª giornata | Sampdoria | 1 – 1 | Torino |  |

| 12 settembre 1965 2ª giornata | Cagliari | 1 – 1 | Sampdoria |  |

| 19 settembre 1965 3ª giornata | Sampdoria | 0 – 1 | Roma |  |

| 26 settembre 1965 4ª giornata | Milan | 2 – 0 | Sampdoria |  |

| 3 ottobre 1965 5ª giornata | Sampdoria | 2 – 1 | Foggia & Incedit |  |

| 10 ottobre 1965 6ª giornata | Brescia | 1 – 0 | Sampdoria |  |

| 17 ottobre 1965 7ª giornata | Sampdoria | 0 – 2 | Bologna |  |

| 24 ottobre 1965 8ª giornata | Fiorentina | 5 – 0 | Sampdoria |  |

| 14 novembre 1965 9ª giornata | Sampdoria | 1 – 0 | Catania |  |

| 21 novembre 1965 10ª giornata | Lanerossi Vicenza | 2 – 1 | Sampdoria |  |

| 28 novembre 1965 11ª giornata | Sampdoria | 2 – 0 | Varese |  |

| 12 dicembre 1965 12ª giornata | Atalanta | 1 – 0 | Sampdoria |  |

| 19 dicembre 1965 13ª giornata | Sampdoria | 0 – 5 | Inter |  |

| 26 dicembre 1965 14ª giornata | SPAL | 1 – 1 | Sampdoria |  |

| 2 gennaio 1966 15ª giornata | Sampdoria | 2 – 1 | Lazio |  |

| 9 gennaio 1966 16ª giornata | Napoli | 2 – 2 | Sampdoria |  |

| 16 gennaio 1966 17ª giornata | Sampdoria | 0 – 0 | Juventus |  |

#### Girone di ritorno
| 23 gennaio 1966 18ª giornata | Torino | 1 – 0 | Sampdoria |  |

| 30 gennaio 1966 19ª giornata | Sampdoria | 1 – 1 | Cagliari |  |

| 6 febbraio 1966 20ª giornata | Roma | 1 – 0 | Sampdoria |  |

| 13 febbraio 1966 21ª giornata | Sampdoria | 1 – 2 | Milan |  |

| 20 febbraio 1966 22ª giornata | Foggia & Incedit | 3 – 0 | Sampdoria |  |

| 27 febbraio 1966 23ª giornata | Sampdoria | 0 – 2 | Brescia |  |

| 6 marzo 1966 24ª giornata | Bologna | 2 – 1 | Sampdoria |  |

| 13 marzo 1966 25ª giornata | Sampdoria | 0 – 3 | Fiorentina |  |

| 27 marzo 1966 26ª giornata | Catania | 2 – 3 | Sampdoria |  |

| 3 aprile 1966 27ª giornata | Sampdoria | 0 – 0 | Lanerossi Vicenza |  |

| 10 aprile 1966 28ª giornata | Varese | 1 – 2 | Sampdoria |  |

| 17 aprile 1966 29ª giornata | Sampdoria | 2 – 0 | Atalanta |  |

| 24 aprile 1966 30ª giornata | Inter | 1 – 1 | Sampdoria |  |

| 1 maggio 1966 31ª giornata | Sampdoria | 1 – 0 | SPAL |  |

| 8 maggio 1966 32ª giornata | Lazio | 0 – 0 | Sampdoria |  |

| 15 maggio 1966 33ª giornata | Sampdoria | 1 – 0 | Napoli |  |

| 22 maggio 1966 34ª giornata | Juventus | 2 – 1 | Sampdoria |  |

## Statistiche

### Statistiche di squadra
| Competizione | Punti | In casa | In casa | In casa | In casa | In casa | In casa | In trasferta | In trasferta | In trasferta | In trasferta | In trasferta | In trasferta | Totale | Totale | Totale | Totale | Totale | Totale | DR  |
| Competizione | Punti | G       | V       | N       | P       | Gf      | Gs      | G            | V            | N            | P            | Gf           | Gs           | G      | V      | N      | P      | Gf     | Gs     | DR  |
| ------------ | ----- | ------- | ------- | ------- | ------- | ------- | ------- | ------------ | ------------ | ------------ | ------------ | ------------ | ------------ | ------ | ------ | ------ | ------ | ------ | ------ | --- |
| Serie A      | 27    | 17      | 7       | 4       | 6       | 14      | 19      | 17           | 2            | 5            | 10           | 13           | 28           | 34     | 9      | 9      | 16     | 27     | 47     | -20 |
| Coppa Italia |       | -       | -       | -       | -       | -       | -       | 1            | 0            | 1            | 0            | 1            | 1            | 1      | 0      | 1      | 0      | 1      | 1      | 0   |
| Totale       |       | 17      | 7       | 4       | 6       | 14      | 19      | 18           | 2            | 6            | 10           | 14           | 29           | 35     | 9      | 10     | 16     | 28     | 48     | -20 |

### Statistiche dei giocatori
| Giocatore     | Serie A  | Serie A | Coppa Italia | Coppa Italia | Totale   | Totale |
| Giocatore     | Presenze | Reti    | Presenze     | Reti         | Presenze | Reti   |
| ------------- | -------- | ------- | ------------ | ------------ | -------- | ------ |
| P. Battara    | 22       | -27     | ?            | ?            | 22+      | -27+   |
| L. Carniglia  | 1        | 0       | ?            | ?            | 1+       | 0+     |
| B. Catalano   | 15       | 0       | ?            | ?            | 15+      | 0+     |
| E. Cristin    | 28       | 5       | ?            | ?            | 28+      | 5+     |
| M. David      | 14       | 0       | ?            | ?            | 14+      | 0+     |
| G. Delfino    | 31       | 0       | ?            | ?            | 31+      | 0+     |
| E. Dordoni    | 30       | 0       | ?            | ?            | 30+      | 0+     |
| R. Fotia      | 9        | 0       | ?            | ?            | 9+       | 0+     |
| M. Frustalupi | 32       | 8       | ?            | ?            | 32+      | 8+     |
| G. Garbarini  | 2        | 0       | ?            | ?            | 2+       | 0+     |
| R. Giampaglia | 11       | 0       | ?            | ?            | 11+      | 0+     |
| P. Marocchi   | 5        | 0       | ?            | ?            | 5+       | 0+     |
| E. Masiero    | 26       | 0       | ?            | ?            | 26+      | 0+     |
| F. Morini     | 31       | 0       | ?            | ?            | 31+      | 0+     |
| B. Nicolè     | 8        | 0       | ?            | ?            | 8+       | 0+     |
| C. Novelli    | 15       | 2       | ?            | ?            | 15+      | 2+     |
| G.B. Pienti   | 8        | 0       | ?            | ?            | 8+       | 0+     |
| G. Sabadini   | 1        | 0       | ?            | ?            | 1+       | 0+     |
| P. Sabatini   | 9        | 0       | ?            | ?            | 9+       | 0+     |
| G. Salvi      | 29       | 11      | ?            | ?            | 29+      | 11+    |
| F. Sattolo    | 14       | -20     | ?            | ?            | 14+      | -20+   |
| G. Trinchero  | 5        | 1       | ?            | ?            | 5+       | 1+     |
| G. Vincenzi   | 30       | 0       | ?            | ?            | 30+      | 0+     |